# Nebuloasa Trifidă
Nebuloasa Trifidă (Messier 20 / M 20 / NGC 6514) este un obiect ceresc care face parte din Catalogul Messier, întocmit de astronomul francez Charles Messier.

### Cărți
- Cambridge University Press, ed. (1998). Deep Sky Companions: The Messier Objects (în engleză). ISBN 0-521-55332-6. Parametru necunoscut |name= ignorat (ajutor); Parametru necunoscut |first name= ignorat (ajutor)

### Hărți cerești
- Toshimi Taki (2005). „Taki's 8.5 Magnitude Star Atlas”. - Atlas ceresc descărcabil liber în format PDF.
- Tirion, Rappaport, Lovi (1987).  Willmann-Bell, inc., ed. Uranometria 2000.0 - Volume II - The Southern Hemisphere to +6°. ISBN 0-943396-15-8. Parametru necunoscut |city= ignorat (ajutor)
- Tirion, Sinnott (1998).  Cambridge University Press, ed. Sky Atlas 2000.0 - Second Edition. ISBN 0-933346-90-5. Parametru necunoscut |city= ignorat (ajutor)
- Tirion (2001).  Cambridge University Press, ed. The Cambridge Star Atlas 2000.0. ISBN 0-521-80084-6. Parametru necunoscut |city= ignorat (ajutor); Parametru necunoscut |ed= ignorat (ajutor)